# 村上達朗
村上 達朗（むらかみ たつろう、1952年 - 2024年10月2日）は、有限会社ボイルドエッグズの代表取締役。日本における著作権エージェントの先駆者である。

## 経歴
栃木県大田原市生まれ。
1976年、慶應義塾大学文学部人文社会学科国語国文学専攻卒業。早川書房入社。ハヤカワ・ミステリ文庫を手がける。
1998年12月、同社退社。著作権エージェント「ボイルドエッグズ」を創業。
1999年1月、日本人作家のためのエージェント業務開始。
2024年10月2日、肺がんで死去。71歳没。
死去後、長女の森薫（同名の漫画家とは別人）がボイルドエッグズ代表取締役に就任した。

## 有限会社ボイルドエッグズ
ボイルドエッグズの取り扱い著作は、フィクション・ノンフィクションを問わない。
最初にエージェント契約を行なったのは、三浦しをん。早川書房での入社試験の際、当時編集者で担当面接者であった村上は、入社試験作文から執筆の才を見出した。三浦は面接で落とされたが、村上はボイルドエッグズ立ち上げのために退社後も三浦に作家に転進するよう勧めていた。
ほかにエージェント契約をしている小説家としては、万城目学、滝本竜彦などがいる。